# Yolanda Costa e Silva
Yolanda Barboza da Costa e Silva (Curitiba, 30 de outubro de 1907 — Rio de Janeiro, 28 de julho de 1991) foi esposa de Artur da Costa e Silva, o 27.º presidente do Brasil, tornando-se, portanto, a primeira-dama do país de 1967 a 1969. Durante seu período como primeira-dama, Yolanda atuou em diversas atividades de assistência social, um papel tradicionalmente associado ao título na época.

## Biografia

Yolanda Costa e Silva, em 1966.

Yolanda Ramos Barboza nasceu numa família tradicionalmente militar. Natural de Curitiba, Paraná, primogênita de Arminda Craveiro Ramos (1888–1961) e de Severo Correia Barboza (1884–1973), então segundo-tenente e que seria reformado no posto de general. Pelo lado materno, era neta de Julieta Craveiro Ramos e do marechal Lino de Oliveira Ramos. Pelo paterno, do marechal Alfredo Barboza e de Hermínia Correia Barboza.
Do casamento de Arminda e Severo nasceram mais quatro filhas: Edmê Ramos Barbosa (1909–1910), Iara Ramos Barbosa (1911–1988), esposa do professor Jair Almeida de Azeredo Rodrigues, Ivone Ramos Barbosa (1913–falecida), esposa de Sílvio Macedo de Moura, e Ieda Ramos Barbosa (1914–1985), esta última, funcionária pública. Arminda faleceu em 1 de setembro de 1961. Severo casou-se uma segunda vez com Jurema Correia Salgado (1916–1999), filha do general José Ricardo de Abreu Salgado. Desta nova união, nasceu mais uma filha: a professora Hermínia Teresinha Salgado Barboza (1951).
Em 1920, conheceu o futuro marido quando este ainda era cadete, no Rio de Janeiro. Ficou noiva aos catorze anos e casou-se em 22 de setembro de 1925, em Juiz de Fora, Minas Gerais. No ano seguinte, nasceu seu único filho, Alcio Barboza da Costa e Silva, coronel reformado do Exército.

## Primeira-dama do Brasil
Yolanda Costa e Silva assumiu o posto de primeira-dama do Brasil em 15 de março de 1967, ao lado de seu esposo, o general Artur da Costa e Silva, o segundo presidente do regime militar instaurado em 1964. O casal representava a continuidade do governo militar, e Yolanda logo se tornou uma figura pública conhecida tanto pelo estilo elegante quanto pelo modo direto e carismático com que abordava as questões sociais e diplomáticas. Sua presença era marcante, e ela trouxe ao posto de primeira-dama uma combinação de forte identidade nacional e estilo social refinado.

### Papel Diplomático e Social
Com o objetivo de projetar uma imagem positiva do Brasil para o exterior, Yolanda participou ativamente de recepções a chefes de Estado e membros da realeza. Em 1968, recepcionou a rainha Elizabeth II e o príncipe Filipe, Duque de Edimburgo, durante uma visita histórica que buscava estreitar as relações entre o Brasil e o Reino Unido. Neste e em outros eventos de alta relevância, como a recepção ao príncipe Akihito e sua esposa Michiko, do Japão, Yolanda foi amplamente elogiada pela imprensa brasileira e estrangeira por seu porte e sofisticação. Através dessas relações, procurou consolidar uma imagem de estabilidade política e crescimento econômico, o que era essencial ao Brasil naquele momento de ditadura.

### A Influência de Yolanda no Contexto Político
Além de sua atuação social e diplomática, Yolanda desempenhou um papel indireto, mas notável, na política nacional. Famosa por seu apreço por Paulo Maluf, há rumores de que tenha favorecido sua ascensão à presidência da Caixa Econômica Federal e, posteriormente, à prefeitura de São Paulo. Esse apoio teria sido motivado, segundo especulações, por uma relação pessoal de confiança, e Maluf teria presenteado Yolanda com um colar de diamantes em gesto de agradecimento e aliança.
Sua posição como esposa de Costa e Silva, um presidente conhecido por sua inclinação moderada dentro do regime militar, permitiu que Yolanda se tornasse uma ponte entre os círculos civis e militares, o que lhe dava um certo poder de mediação nas esferas internas do governo. Esse papel se intensificou após a assinatura do Ato Institucional Número Cinco (AI-5), em 1968, que suspendeu direitos civis e deu ao governo amplos poderes repressivos. Apesar do endurecimento do regime, Yolanda sempre descrevia Costa e Silva como "mole, de coração enorme", procurando humanizar a figura de um presidente militar num período de opressão crescente.

### Vida Privada e o Estilo de Primeira-dama
Yolanda era uma mulher multifacetada, conhecida por gostar de moda, jogos de pôquer e festas privativas no Palácio da Alvorada, características que destoavam do rigor militar associado ao período. Ela também promovia desfiles de moda e eventos sociais, sempre cultivando uma imagem de sofisticação e acolhimento. Uma curiosidade sobre suas festas de moda é que um jovem modelo, Fernando Collor de Mello, que anos mais tarde seria presidente do Brasil, foi um dos participantes.

Ao se tornar primeira-dama, Yolanda passou a contar com um seleto grupo de estilistas responsáveis por compor seu guarda-roupa, refletindo uma imagem de sofisticação e elegância. Entre esses estilistas, destacava-se Zuzu Angel, famosa no cenário da moda brasileira e internacional. Yolanda, que apreciava o trabalho de Zuzu, chegou a elogiar a estilista em uma carta, enviando a ela o pagamento pelo serviço e destacando seu sucesso internacional. Na carta, Yolanda escreveu:
Zuzu, junto envio-te a importância devida; como és uma costureira internacionalmente conhecida, que não precisas de ninguém conforme palavras tuas em carta a Mª Helena (minha secretária), terás sempre muito sucesso, e isto é o que desejo.
Apesar de sua relação com estilistas de renome, a elegância de Yolanda nem sempre foi consenso entre os críticos de moda. Em 1968, Clodovil Hernandes, um estilista de renome que oferecia conselhos de moda na Rádio Panamericana, criticou uma peça de roupa usada pela primeira-dama, o que resultou em sua demissão. Essa divergência reflete as diferentes percepções sobre o estilo de Yolanda, que, apesar dos contrastes, continuou a buscar uma imagem que mesclasse a tradição com a modernidade da moda brasileira.
Além disso, Yolanda era conhecida pelo seu forte posicionamento anticomunista. Em meio a um clima de censura e paranoia anticomunista, ela abraçou campanhas de setores religiosos tradicionais contra o que chamavam de infiltração comunista nos meios católicos, evidenciando seu conservadorismo moral e sua forte religiosidade.

### Polêmicas e Impacto na Cultura Popular
Yolanda era uma figura que dividia opiniões: para alguns, era uma mulher generosa e enérgica, enquanto outros, especialmente dentro das Forças Armadas, criticavam sua amizade com o colunista social Ibrahim Sued, a quem ela supostamente relatava acontecimentos internos do Palácio. Essa relação incomodava setores mais reservados do Exército, que consideravam impróprio que assuntos palacianos chegassem aos meios de comunicação por meio de colunas sociais.
Apesar de controversa, Yolanda permaneceu uma figura importante na memória histórica do Brasil, contribuindo para a construção de uma imagem mais "humana" do regime militar e reforçando seu papel como primeira-dama com uma notável personalidade. Ao equilibrar sua dedicação a causas sociais, a recepção diplomática e o envolvimento indireto em assuntos políticos, ela marcou uma época e continua a ser lembrada como uma figura de relevância no cenário político e social do Brasil durante o governo militar.

### Viagens oficiais

#### Estados Unidos
Em janeiro de 1967, antes da posse de Costa e Silva como Presidente do Brasil, Yolanda acompanhou o marido em uma visita oficial aos Estados Unidos. Durante essa viagem, o casal foi recebido pelo presidente norte-americano Lyndon B. Johnson e sua esposa, a primeira-dama Lady Bird Johnson. Na ocasião, Lady Bird presenteou Yolanda com uma antiga caixa de chá datada de 1780, um objeto de valor histórico que simbolizava as boas-vindas e a cordialidade entre as duas nações. Além disso, Lady Bird Johnson ofereceu livros sobre arte, reconhecendo o apreço de Yolanda por temas culturais e reforçando a relação diplomática por meio de uma aproximação cultural.
Esse encontro representou um momento diplomático importante para o Brasil e também destacou o papel de Yolanda como futura primeira-dama, posicionando-a como uma figura relevante na manutenção de laços entre o Brasil e os Estados Unidos. A troca de presentes e os gestos de gentileza também refletiam a tentativa de estabelecer uma relação de proximidade entre os líderes do continente americano durante um período marcado pela Guerra Fria e pelo fortalecimento de alianças estratégicas.

#### Japão
Durante uma visita oficial ao Japão, realizada entre 16 e 19 de janeiro de 1967, Yolanda recebeu uma acolhida especial por parte da família imperial japonesa. A Imperatriz Kōjun, mãe do então Príncipe Herdeiro Akihito, presenteou Yolanda com dez metros de seda, um presente de grande simbolismo na cultura japonesa. Esse gesto foi um tributo à conversa calorosa e agradável que ambas tiveram sobre temas como família e lar, valores centrais tanto para a Imperatriz quanto para Yolanda.
Esse encontro não só simbolizou uma ponte entre as culturas brasileira e japonesa, mas também reforçou o papel diplomático das esposas de chefes de Estado como promotoras de laços culturais e pessoais entre nações. A seda, um material que simboliza refinamento e tradição no Japão, foi um presente significativo, refletindo o respeito e a admiração da Imperatriz Kōjun por Yolanda.

## Últimos anos
Educada na fé católica, Yolanda Costa e Silva passou por uma mudança espiritual ao longo de sua vida, convertendo-se ao espiritismo. Essa nova orientação religiosa refletiu-se em sua rotina e em seu círculo social, que incluía figuras conhecidas do meio artístico e cultural, como a atriz Ângela Leal, o cantor Agnaldo Rayol e a modelo Roberta Close.
Yolanda faleceu em 28 de julho de 1991, aos oitenta e três anos de idade, no Rio de Janeiro.

## Livro de memórias
- A Verdade, Somente a Verdade.